# Octarrhena gibbosa
Octarrhena gibbosa är en orkidéart som beskrevs av Johannes Jacobus Smith. Octarrhena gibbosa ingår i släktet Octarrhena och familjen orkidéer. Inga underarter finns listade i Catalogue of Life.